# حماطه العليا (حفاش)

تعديل مصدري - تعديل

حماطه العليا هي إحدى قرى عزلة حماطة بمديرية حفاش التابعة لمحافظة المحويت، بلغ تعداد سكانها 96 نسمة حسب تعداد اليمن لعام 2004.